# Begonia thomeana
Espèce
Begonia thomeana est une espèce de plantes de la famille des Begoniaceae.
L'espèce fait partie de la section Cristasemen.
Elle a été décrite en 1892 par Casimir Pyrame de Candolle (1836-1918).

## Répartition géographique
Cette espèce est originaire des pays suivants : Gabon ; Sao Tomé-et-Principe.